# Margo Martindale
Margo Martindale (ur. 18 lipca 1951 w Jacksonville) – amerykańska aktorka, która grała w serialach: Justified: Bez przebaczenia, Zawód: Amerykanin, Pete kombinator.

## Filmografia

### Seriale telewizyjne
- 1994: Ulice Nowego Jorku jako pielęgniarka Warner
- 2001: Prawnicy z Centre Street jako Michelle Grande
- 2006-2008: Dexter jako Camille
- 2010: Justified: Bez przebaczenia jako Mags Bennett
- 2009-2010: Szpital Miłosierdzia jako Helen Klowden
- 2013: Masters of Sex jako panna Horchow
- 2013-2018: Zawód: Amerykanin jako Claudia
- 2015-2019: Pete kombinator jako Audrey Bernhardt

### Filmy fabularne
- 1988: The Child Saver jako Alma
- 1992: Olej Lorenza jako Wendy Gimble
- 1995: Przed egzekucją jako siostra Colleen
- 1996: Pokój Marvina (Marvin's Room) jako dr Charlotte
- 1998: Totalna magia jako Linda Bennett
- 1999: Ziemskie namiętności jako Libby
- 2000: 28 dni (28 days) jako Betty
- 2002: Godziny jako pani Latch
- 2003: Niespodziewana miłość jako Maggie
- 2004: Za wszelką cenę jako Earline Fitzgerald
- 2006: Zakochany Paryż jako Carol
- 2009: Hannah Montana: Film jako Ruby
- 2010: Niezwyciężony Secretariat jako Elisabeth Hamm
- 2011: Scalene jako Janice
- 2011: Wszyscy wygrywają (Win win) jako Eleanor
- 2013: Piękne istoty jako Ciotka Del
- 2014: Niebo istnieje... naprawdę jako Nancy Rawling

## Nagrody
Za rolę Mags Bennett w serialu telewizyjnym Justified: Bez przebaczenia została uhonorowana nagrodą Emmy.